# Beastly (film)
(Tagline del film)
Beastly è un film del 2011 scritto e diretto da Daniel Barnz.
Tratto dall'omonimo romanzo di Alex Flinn, il film è una rivisitazione in chiave moderna e giovanilistica della fiaba de La bella e la bestia.

## Trama
Kyle è un giovane newyorkese bellissimo, figlio di Rob Kingson, un noto personaggio della televisione per cui la bellezza è tutto; ricco e molto spavaldo, crede di essere "un dono di Dio". A causa del suo comportamento insofferente e irrispettoso verso gli altri è vittima di un incantesimo scagliato dalla "strega della scuola", Kendra, testimone e vittima talvolta del suo comportamento, che lo deturpa con delle cicatrici e dei tatuaggi e lo rende calvo. Kendra gli concede un anno di tempo per trovare una ragazza che gli confessi il suo amore a dispetto dell'apparenza e spezzare così l'incantesimo, in caso contrario sarà condannato a vivere per il resto della sua vita sotto le mostruose sembianze.
Il padre, vergognandosi di lui, lo manda a vivere in un'altra casa, facendolo raggiungere da Will, un uomo cieco, e dalla domestica Zola. Pur con circospezione e sentendosi a disagio, Kyle ricomincia a uscire. In questo modo incontra, senza mostrare il proprio volto e senza presentarsi, Lindy, una ragazza che riserva a Kyle parole dolci, avendone intravisto la bontà di fondo. Rimasto colpito, comincia ad appostarsi sotto casa della ragazza per vederla entrare e uscire. Un giorno, il padre tossicodipendente con cui vive Lindy finisce, assieme a lei, tra le mani di malviventi con cui è in debito, e per salvarli Kyle interviene. Subito dopo, però, l'uomo uccide uno dei criminali, e il suo compagno giura vendetta, minacciando la figlia.
Per sicurezza, Lindy viene mandata a casa di Kyle, dove questi, sempre molto timoroso, si fa chiamare Hunter. Prova dapprima a conquistarla con costosi regali, ma infine capisce che deve essere semplicemente se stesso. Quando le rivela le sue fattezze, Lindy non si scompone. Kyle comprende così a poco a poco che la bellezza non è indispensabile per essere amati: tra i due nasce un rapporto sempre più stretto finché, mentre lei sta partendo per il Machu Picchu, si dichiarano reciproco amore. Partita la ragazza, Kyle riassume le sue vecchie sembianze; subito dopo Lindy torna indietro per correre dall'amato, scopre infine che Kyle e Hunter sono la stessa persona e i due si baciano in mezzo alla strada, per poi partire alla volta del Perù.

## Produzione
Nel dicembre 2007 la CBS Films acquistò i
diritti cinematografici di Beastly, mettendolo in sviluppo come primo progetto di una lunga lista di fagocitate produzioni, prendendo in opzione anche altri titoli della HarperTeen.
I realizzatori avevano un piano di produzione-distribuzione che puntava a un'uscita cinematografica già nel 2008, ma l'inizio dello sciopero degli sceneggiatori (2007-2008) cancellò la strategia ritardando il procedere dello sviluppo.
Nel febbraio 2009 è stato annunciato da Amy Baer, presidente e direttore esecutivo della CBS Films, che il romanzo Beastly di Alex Flynn sarebbe stato trasposto per il grande schermo da Daniel Barnz, incaricato di regia e sceneggiatura. A coprodurre il film si avvicinano Susan Cartsonis con la sua Storefront Films e Roz Weisberg.

### Lavorazione
Le riprese si sono svolte nella regione canadese del Québec dopo che il governo locale aveva annunciato il 12 giugno 2009 il risparmio del 25% sul bilancio della produzione grazie a degli incentivi e tasse d'imposta stanziati per le produzioni cinematografiche. Beastly è stato uno dei primi film a scegliere la regione dopo l'annuncio degli incentivi.
Per lavorazione e spese di marketing la CBS Films ha previsto un bilancio di produzione non superiore ai 20ml $. Le riprese si sono svolte nell'estate 2009 a Montréal (Canada), dal 13 giugno al 18 agosto, con la presenza di 300 abitanti del Québec assunti come extra e figuranti.

## Colonna sonora
Le musiche del film sono state composte da Marcelo Zarvos, ma all'interno della colonna sonora sono presenti anche brani della banda svedese Marching Band.
La colonna sonora doveva uscire il 29 giugno 2010, ma in seguito Amazon.com annunciò il posticipo al 4 gennaio 2011.
La canzone principale del film, Broken Arrow, stata composta da Pixie Lott. Inoltre, dal ventunesimo al ventitreesimo minuto, la trama viene ambientata in una festa in maschera: qui la musica di base è Boys and Girls della stessa Pixie Lott. Oltre che a questi due brani, viene utilizzata anche una canzone della celebre artista Lady Gaga, ossia Vanity.

## Promozione
La Videa ha pubblicato l'8 aprile 2011 il trailer italiano del film.

## Accoglienza

### Classifiche
Beastly è stato segnalato come il 45° film migliore del 2010, nella classifica "The 50 Biggest Movies of 2010" stilata dalla rivista The Times.

## Merchandising
Nei primi giorni della lavorazione di Beastly, la CBS ha annunciato che per il merchandise del film saranno realizzati e messi in commercio abbigliamento, accessori vari, giochi, espressioni sociali e prodotti di consumo.

## Differenze rispetto al libro
- Nel film non viene reso noto il fatto che il padre della ragazza fosse entrato in casa di Kyle.
- Kendra nel libro è grassa, con i capelli e gli occhi verdi, il naso curvo e il look gotico, mentre nel film è bionda e magra.
- Non sarà il "ti amo" a far cambiare l'aspetto di Kyle, ma un bacio.
- Il tempo che ha a disposizione Kyle sono due anni, non uno.
- Le scene non riprendono il libro, a cominciare dall'aspetto del protagonista: egli dovrebbe essere una bestia pelosa, o quanto meno assomigliarle; si intuisce l'intento di "rimodernare" il personaggio. Anche la Linda del film è diversa da quella del libro: infatti in quest'ultimo ha i capelli rossi, la pelle bianca e le lentiggini e inizialmente Kyle la trova bruttina.
- Il tatuaggio "futuristico" sul braccio di Kyle non esiste nel libro, dove invece si trovano due petali caduti dalla rosa bianca regalata a Linda; questi infatti avrebbero dovuto avere un ruolo fondamentale perché rappresentano l'unica azione buona che aveva compiuto Kyle, il motivo per cui la strega decide di concedergli una seconda possibilità.
- Nel libro Kyle cambia il suo nome in Adrian, mentre nel film si fa chiamare Hunter. Zola, invece, nel libro si chiama Magda.
- Alla fine del libro si scopre che Magda era Kendra trasformata in cameriera.
- Alla fine del film, Kendra dà la stessa lezione che ha dato a Kyle a suo padre Rob, mentre nel libro dice addio a Kyle e Linda e sparisce.
- Nel libro Linda viene chiamata ogni tanto Lindy, mentre nel film Lindy è il suo vero nome.
- Nel libro Will ha un cane guida, mentre nel film usa un bastone.
- Nel libro Kyle e Linda sono presenti quando Will scopre di aver riavuto la vista, mentre nel film è presente Zola.
- Alla fine del libro Linda e Kyle tornano a scuola, mentre alla fine del film partono per Machu Picchu.
- Nel libro Kyle comunica con la Strega attraverso uno specchio magico da lei donatogli, mentre nel film si incontrano di persona più volte.